# Koruzni molj
Koruzni molj (znanstveno ime Sitotroga cerealella) je metuljček iz družine drevesnih veščic, ki velja za škodljivca poljščin.

## Opis
Odrasla žuželka meri preko kril med 13 in 20 mm, je svetlo rjave barve in ima svetla, rumenkasto rjava krila. Zadnji par kril je sive barve, na koncu klinaste oblike ter je obdan z resicami. Samice navadno odlagajo jajčeca med zrnje na koruznih storžih. Po izleganju se gosenice, ki v dolžino dosežejo okoli 6 mm, zavrtajo in se nato razvijajo v notranjosti zrn. Za razliko od ostalih vrst moljev gosenice koruznega molja v žitu ne delajo zapredkov. Razvoj gosenic traja od 30 do 50 dni, nato se zabubijo. Po 5 do 10 dneh se iz bub razvijejo odrasli metulji, ki izletajo iz vhodnih izvrtin v zrnju. Koruzni molj ima v Sloveniji običajno od dva do štiri rodove letno.
Velja za velikega škodljivca skladiščenega žita. Gre za izrazito polifagno vrsto, saj se gosenice koruznega molja hranijo z zrnjem azijskega riža (Oryza sativa), bisernega prosa (Pennisetum glaucum), sirka (Sorghum bicolor), pšenic (Triticum) in koruze (Zea mays). Zabeleženi so tudi primeri, ko so se gosenice hranile z drugimi biološkimi snovmi. Tako so zabeleženi primeri gosenic na herbarijskih rastlinah.